# Kirill Alexejewitsch Ljamin
Kirill Alexejewitsch Ljamin (russisch Кирилл Алексеевич Лямин; * 13. Januar 1986 in Moskau, Russische SFSR) ist ein russischer Eishockeyspieler, der seit Juli 2021 beim HK Witjas in der Kontinentalen Hockey-Liga unter Vertrag steht.

## Karriere
Kirill Ljamin begann seine Karriere als Eishockeyspieler in seiner Heimatstadt in der Nachwuchsabteilung des HK ZSKA Moskau, für dessen Profimannschaft er in der Saison 2003/04 sein Debüt in der Superliga gab. In seinem Rookiejahr gab der Verteidiger in 28 Spielen drei Torvorlagen. In den folgenden Jahren wurde er zum Stammspieler bei ZSKA Moskau und konnte sich in der Superliga durchsetzen. Anschließend wechselte er zur Saison 2007/08 zu Atlant Mytischtschi, für das er in 40 Spielen ein Tor erzielte und vier Vorlagen gab.
Im Sommer 2008 kehrte Ljamin in seine Heimatstadt zurück, spielte dort jedoch in den folgenden beiden Jahren nicht für seinen Heimatverein ZSKA, sondern für dessen Stadtnachbarn HK Spartak Moskau, in der neu gegründeten Kontinentalen Hockey-Liga. In der Saison 2010/11 stand der Russe bei Sewerstal Tscherepowez unter Vertrag. Im Mai 2011 wurde er vom HK Awangard Omsk verpflichtet, mit dem er 2014 den Nadeschda-Pokal gewann.
Zwischen 2015 und 2017 spielte Ljamin für Neftechimik Nischnekamsk, anschließend erhielt er im Mai 2017 einen Zweijahresvertrag bei Awtomobilist Jekaterinburg. Ab Juni 2019 stand Ljamin beim HK Dynamo Moskau unter Vertrag, ehe er zu Beginn der Saison 2020/21 kurzzeitig bei Spartak Moskau spielte. Im Januar 2021 wechselte er in die Polska Hokej Liga zu GKS Katowice.

### International
Für Russland nahm Ljamin an der U18-Junioren-Weltmeisterschaft 2004 sowie der U20-Junioren-Weltmeisterschaft 2006 teil. Bei beiden Turnieren konnte er mit seinen Mannschaften eine Medaille gewinnen – bei der U18-WM die Gold- und bei der U20-WM die Silbermedaille.

## Erfolge und Auszeichnungen
- 2004 Goldmedaille bei der U18-Junioren-Weltmeisterschaft
- 2006 Silbermedaille bei der U20-Junioren-Weltmeisterschaft

## Karrierestatistik
(Legende zur Spielerstatistik: Sp oder GP = absolvierte Spiele; T oder G = erzielte Tore; V oder A = erzielte Assists; Pkt oder Pts = erzielte Scorerpunkte; SM oder PIM = erhaltene Strafminuten; +/− = Plus/Minus-Bilanz; PP = erzielte Überzahltore; SH = erzielte Unterzahltore; GW = erzielte Siegtore; 1 Play-downs/Relegation; Kursiv: Statistik nicht vollständig)